# Dänische Streitkräfte
Die Dänischen Streitkräfte (dänisch Det Danske Forsvar, kurz Forsvaret) sind die Streitkräfte des Königreichs Dänemark zu dem auch die Färöer und Grönland gehören.

## Aufgaben
Die Hauptaufgabe der Streitkräfte ist die Verteidigung der dänischen Souveränität, die Gewährleistung der Existenz und Integrität eines unabhängigen Dänemarks sowie die Sicherstellung einer friedlichen Weiterentwicklung des Staates und der Welt in Hinblick auf die Menschenrechte. Die Hauptaufgaben sind:
- Zusammenarbeit mit anderen Staaten im Rahmen der NATO-Mitgliedschaft
- Kontrolle der Grenzen Dänemarks, Grönlands und Färöers
- Zusammenarbeit mit Nicht-NATO-Mitgliedern in Mittel- und Osteuropa
- Konfliktprävention durch internationale Friedensmissionen
- Aufbau einer Gesamtverteidigung durch Zusammenarbeit mit zivilen Organisationen

## Oberkommando und Organisation
Der König oder die Königin ist de jure Oberbefehlshaber der Streitkräfte. Derzeitiges Staatsoberhaupt ist König Frederik X. Praktisch hat der Verteidigungsminister die Befehlsgewalt inne, das Verteidigungsministerium (Forsvarsministeriet) sitzt in Kopenhagen. Oberster militärischer Vorgesetzter ist der Forsvarschefen im Rang eines Generals oder Admirals. Seit April 2015 gibt es einen gemeinsamen Führungsstab (Vaernestabe) aller Teilstreitkräfte, der seinen Standort in Karup hat.
Die Streitkräfte bestehen aus den Teilstreitkräften:
- Heer (Hæren),
- Marine (Søværnet, Kongelige Danske Marine),
- Luftwaffe (Flyvevåbnet),
- Heimwehr (Hjemmeværnet).

## Geschichte

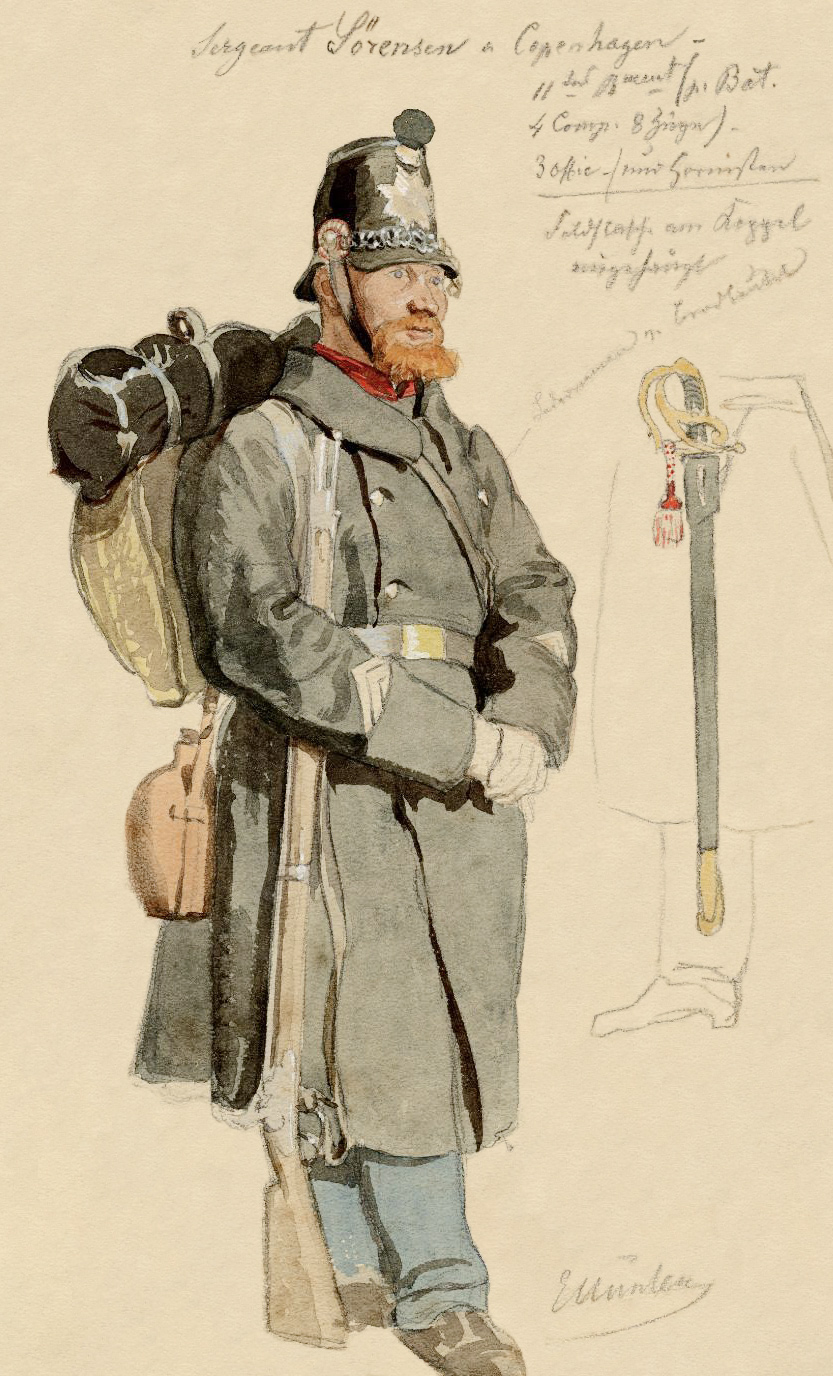
Dänischer Soldat, Aquarellstudie von Emil Hünten (1827–1902)

Im Mittelalter und in der frühen Neuzeit war Dänemark eine nordeuropäische Großmacht mit einem entsprechenden Heer und einer großen Flotte. Die Übertragung des Amtes eines Flottenvorstehers durch König Johann I. im Jahre 1510 an den Adeligen Henrik Krummedike sieht man in Dänemark als Gründung der Dänischen Marine. Seither organisierte man eine Flotte mit eigenen Kriegsschiffen und einer festen Besatzung.
Während des 15.–17. Jahrhunderts bestanden die dänischen Heere üblicherweise aus Söldnern. Erst nach dem Ende des Zweiten Nordischen Krieges (1655–1660) und dem Verlust der schonischen Provinzen an Schweden kam es im Zusammenhang mit der Einführung des Absolutismus (lex regia von 1665) zur Aufstellung eines stehenden Heeres, das auch in Friedenszeiten nicht aufgelöst wurde. Das Offizierkorps und große Teile der Mannschaften stammten in dieser Zeit aus dem deutschsprachigen Raum; bis 1772 war deshalb die offizielle Kommandosprache im dänischen Heer Deutsch. Lediglich die im 18. Jahrhundert phasenweise aufgestellten „nationalen“ Regimenter bestanden überwiegend aus Dänen, Norwegern und Schleswig-Holsteinern. Die Regimenter im Königreich Norwegen bestanden bis auf zwei „geworbene“ Regimenter aus Norwegern. Die Kriegsmarine war eine Domäne der Dänen und Norweger, ein deutsches Element wie im Heer und der zivilen Verwaltung gab es kaum.
Die Frühe Neuzeit war vor allem von Konflikten mit dem Nachbarn Schweden bestimmt. Mit dem Frieden von Brömsebro 1645 musste Dänemark die zuvor norwegischen Territorien Jämtland und Härjedalen sowie die Inseln Gotland und Saaremaa (dänisch: Øsel) an Schweden abtreten. Mit dem Frieden von Roskilde 1658 verlor Dänemark schließlich auch seine eigenen Provinzen östlich des Öresundes Skåne, Blekinge und das zuvor schon verpfändete Halland an Schweden, die auch in nachfolgenden dänisch-schwedischen Kriegen nicht wiedergewonnen werden konnten.
In den Napoleonischen Kriegen versuchte Dänemark zunächst, bewaffnete Neutralität zu wahren, wurde jedoch von Großbritannien angegriffen und verlor seine Flotte in der Seeschlacht von Kopenhagen. Die danach wieder aufgebaute Flotte wurde, nachdem Dänemark eine Allianz mit Frankreich eingegangen war, von der Royal Navy in der Zweiten Seeschlacht von Kopenhagen erneut vernichtend geschlagen und musste an Großbritannien ausgeliefert werden. Das Heer nahm 1813 an zwei Gefechten im heutigen Schleswig-Holstein bei Bornhöved und Sehestedt gegen die alliierten Truppen teil, in Norwegen wurde noch 1813/14 gegen schwedische Truppen Widerstand geleistet. Nach dem Kieler Frieden vom 14. Januar 1814 wurden Heer und Marine wieder aufgebaut, wobei das nunmehr schwedische Norwegen aus dem Militärsystem des dänischen Gesamtstaates herausfiel. Bis zur Schleswig-Holsteinischen Erhebung (1848–1851) führte das dänische Heer keinen Krieg mehr. Mit einer halbherzigen Reform im Jahre 1842 versuchte man, das Militärsystem und insbesondere die Heeresergänzung den neueren Entwicklungen anzupassen. Doch erst der Bürgerkrieg zwischen Dänen und deutschen Schleswig-Holsteinern führte 1849 zur Einführung der allgemeinen Wehrpflicht. Nach der Niederlage im zweiten Deutsch-Dänischen-Krieg und dem Verlust Schleswigs 1864 begann für Dänemark eine Epoche der Neutralität.

### Erster Weltkrieg und die Zwischenkriegszeit
Im Ersten Weltkrieg war die Neutralitätspolitik, gestützt insbesondere auf die Sicherung durch die Marine, erfolgreich. In der Zwischenkriegszeit rüstete Dänemark ab, zeitweise wurde sogar die Auflösung von Heer und Marine diskutiert. Die Befestigung der Hauptstadt Kopenhagen blieb zwar erhalten, sie entsprach aber nicht mehr modernen Anforderungen an eine Festung. Einige Forts wurden in den 1920er und 1930er Jahren aufgelassen, so die landseitigen Forts ab 1920 und das Fort Trekroner 1932.

### Zweiter Weltkrieg
Obwohl Dänemark und das Deutsche Reich 1939 einen Nichtangriffspakt geschlossen hatten, wurde Dänemark von der Wehrmacht am 9. April 1940 besetzt. Heer und Marine blieben zunächst erhalten. Aus Furcht vor einer alliierten Invasion Jütlands verlangte die Besatzungsmacht die Räumung der Halbinsel von dänischen Truppen. Das dänische Oberkommando lehnte ab, die Truppen blieben. Die deutsche Anfrage, ob sich die Truppen im Invasionsfall neutral verhalten würden, wurde mit Wir werden das tun, was für Dänemark richtig ist beantwortet.
Auf deutschen Druck hin mussten 1941 fünf abgerüstete Torpedoboote an die deutsche Kriegsmarine ausgeliefert werden. Als Zeichen des Protestes wurde auf Befehl König Christians X. die Flagge auf der Sixtus-Bastion in Kopenhagen, die Symbol der dänischen Souveränität ist, am Tag der Auslieferung halbmast gesetzt. Alle Schiffe der dänischen Marine folgten diesem Beispiel. Am 29. August 1943 wurde durch die Besatzungsmacht der Ausnahmezustand verhängt. Das dänische Heer wurde – nach kurzer Gegenwehr, die vor allem dem Unbrauchbarmachen von Waffen und Gerät diente – entwaffnet; die Offiziere wurden von der Wehrmacht interniert. Die dänische Flottenführung hatte ein Übergreifen der Besatzungsmacht auf die Flotte vorhergesehen und einen entsprechenden Operationsplan vorbereitet. Die Schiffe sollten versuchen, das neutrale Schweden zu erreichen, oder, wenn dies nicht möglich war, durch ihre Besatzungen selbst versenkt werden, um zu verhindern, dass sie den Deutschen in die Hände fielen. Die meisten Schiffe wurden selbst versenkt, einigen Einheiten gelang die Flucht nach Schweden. Das größte Schiff der dänischen Marine, das Panzerschiff Niels Juel, befand sich am 29. August 1943 auf Ausbildungsfahrt im Isefjord. Die Niels Juel erhielt im Hafen von Holbæk per Funk den Befehl, schwedische Hoheitsgewässer aufzusuchen. Das Schiff wurde in volle Gefechtsbereitschaft versetzt und lief mit Höchstfahrt nordwärts Richtung Kattegat. Am Ausgang des Isefjords wurde die Niels Juel von deutschen Flugzeugen angegriffen – das dänische Schiff erwiderte das Feuer. Es begann die Schlacht im Isefjord: Angriffe wurden mit Bordwaffen abgewehrt, aber bei einem weiteren Bombenangriff fiel die Feuerleitanlage auf der Niels Juel aus und das Schiff musste bei Seeland auf Grund gesetzt werden. Heer und Flotte wurden durch die Besatzungsmacht aufgelöst.
1944 wurde in Schweden die Dänische Brigade als Polizeieinheit aufgestellt und aus den nach Schweden geflohenen Schiffen und Booten der Marine die Dänische Flottille gebildet. Die Brigade (rund 5000 Mann) setzte am 5. Mai 1945 nach Dänemark über und übernahm gemeinsam mit britischen Truppen die Kontrolle über das Land.

### Nach dem Zweiten Weltkrieg

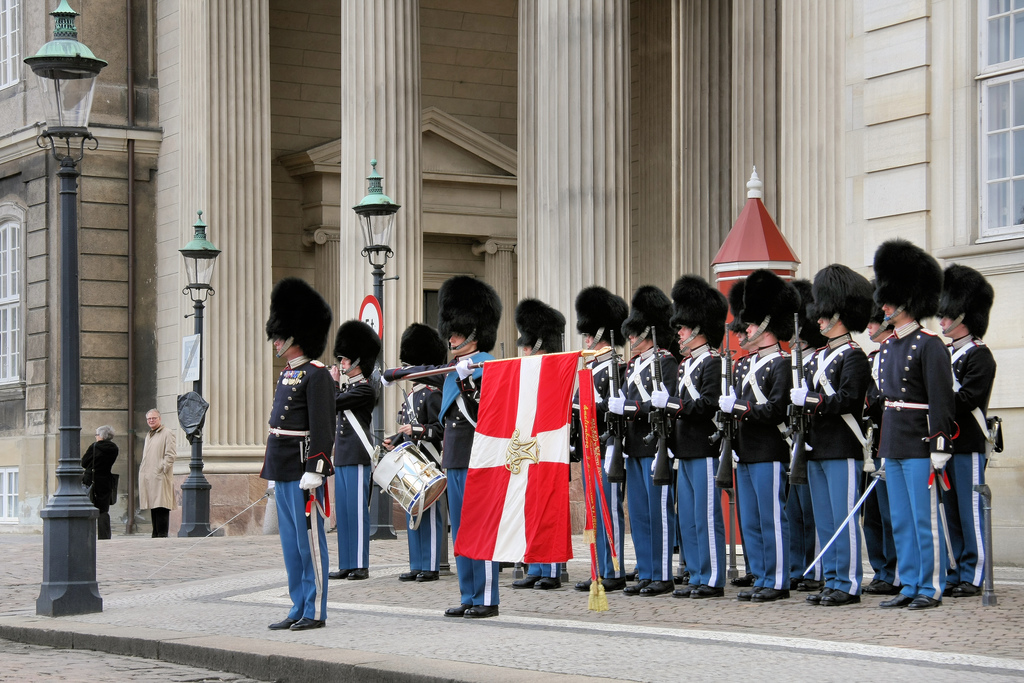
Die königliche Leibgarde vor Schloss Amalienborg

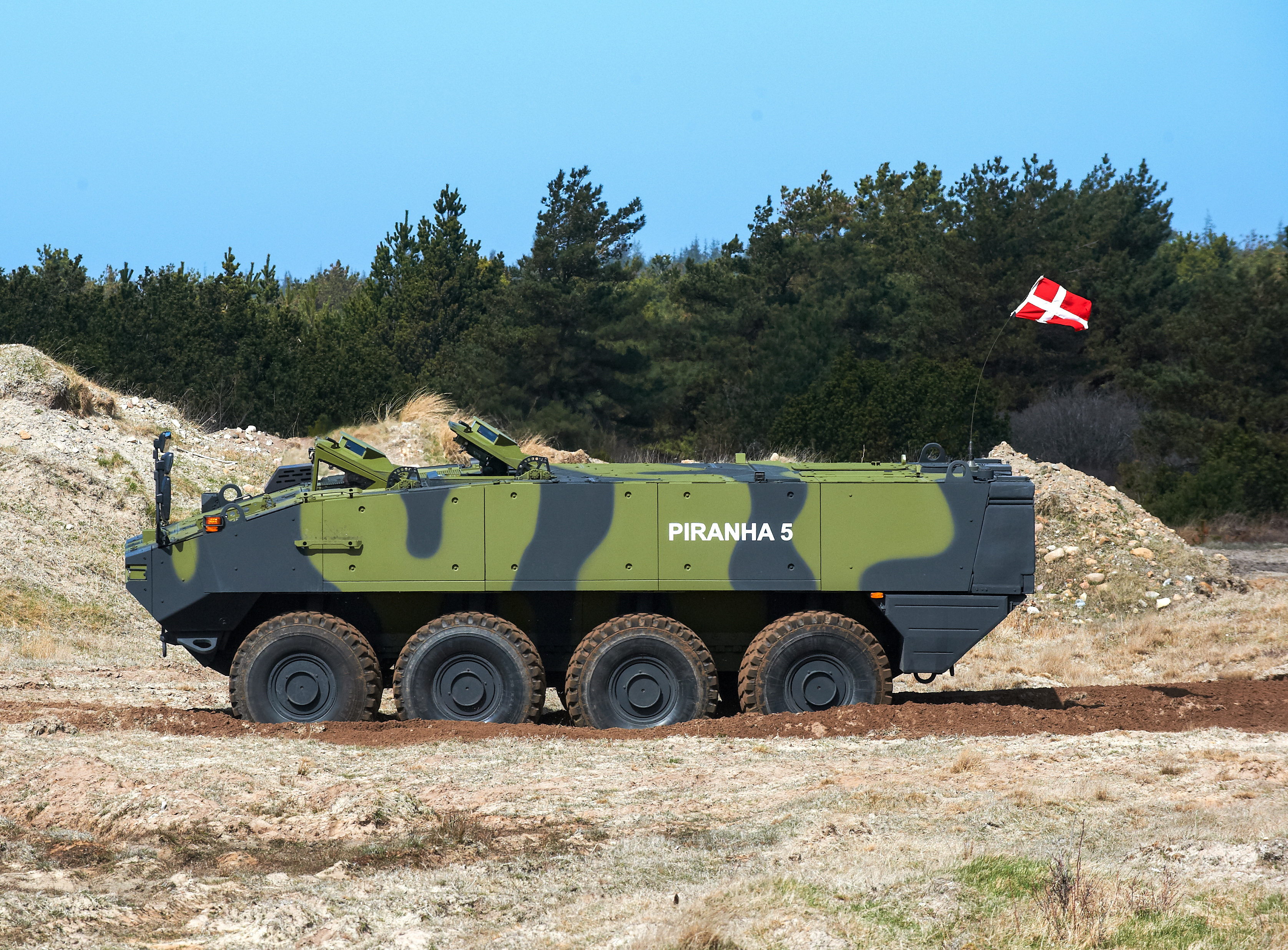
Mannschaftswagen Piranha V

Die dänische Armee beteiligte sich seit 1947 in Form der dänischen „Deutschland-Brigade“ an der alliierten Besatzung Deutschlands. Die Erfahrungen des Zweiten Weltkrieges führten zur Aufgabe der Neutralität. Dänemark ist Gründungsmitglied der NATO. 1950 wurde aus den Fliegerkräften der Marine und dem Heeresfliegerkorps die Luftwaffe als eigenständige Teilstreitkraft organisiert.
Innerhalb der NATO-Strategie spielte insbesondere die dänische Marine eine Rolle, um den Ausbruch von Marinekräften des Warschauer Pakts von der Ost- in die Nordsee und damit in den Atlantik zu verhindern. Zudem besaß das Land einen großen Wert als Standort für Aufklärungsmittel, die den Schiffsverkehr in der Ostsee und die elektronische kommunikation überwachten. Für den seitens der Warschauer Vertragsorganisation vorgesehenen Hauptstoß durch Norddeutschland wurde die Eroberung Dänemarks zur Flankensicherung und zur landseitigen Gewinnung der Ostseezugänge als geboten angesehen. Für diese Jütländische Operation vorgesehen war die Küstenfront, ab 1961 unter polnischem Oberbefehl, aus einem großen Teil der Polnischen Streitkräfte, der 5. Armee der NVA und der sowjetischen 2. Garde-Panzerarmee. Zur See hätte ein Großteil der Volksmarine, der polnischen Marine und die Baltische Rotbannerflotte den Ostseeausgang freizukämpfen versucht. Auch dieser Stoß wäre mit Kriegsführung zu Lande verbunden gewesen, der Seeländischen Operation in der Form von Luft- und Seelandungen vornehmlich auf Seeland.
Diese Pläne waren der dänischen Politik und Militärführung sowie der NATO in ihren Grundzügen und teils darüber hinaus bekannt. So hätte die amphibische Anlandung auf Seeland nur am Strand von Køge und in der Bucht von Faxe stattfinden können, vorgetragen von einer Mot. Infanteriedivision und zwei Luftlanderegimentern. Der landseitige Angriff auf Jütland wurde zwischen dem ersten und dem zehnten Tag der Offensive der Warschauer Vertragsstaaten, der Landungsversuch auf Seeland zwischen dem zweiten und dem zehnten Tag. Die dänische Marine und der Nachrichtendienst beobachteten Flottenmanöver der DDR, Polens und der Sowjetunion in der Ostsee genau.
In den frühen Jahren der NATO wurde davon ausgegangen, dass man Dänemark zunächst nicht verteidigen könne und später zurückerobern müsse. Erst nach Aufstellung und einem gewissen Aufwachsen der deutschen Bundeswehr wurde eine Verteidigung nach Einschätzung der NATO möglich. Entsprechend unterstellte Dänemark seine Streitkräfte 1962 zusammen mit Teilen der Bundeswehr dem Allied Command Baltic Approaches (BALTAP). Damit waren die dänischen Streitkräfte die ersten und einzigen, die während des Kalten Krieges unter einem gemeinsamen multinationalen Hauptquartier als Korpsstab der NATO zusammenfasst waren.
Zur Abweisung der beiden Offensiven der Warschauer Vertragsorganisation waren in der Ebene darunter die Hauptquartiere LANDJUT gegen die Jütländische und Landzealand gegen die Seeländische Operation vorgesehen. Dazu waren AIRBALTAP als Hauptquartier der Luft- und SEABALTAP als der Seekomponenten eingeplant. Politisch war die enge militärische Integration mit der ehemaligen Besatzungsmacht Deutschland umstritten. Als Konsequenz wurden die Führungsposten von BALTAP streng paritätisch besetzt, obwohl die Bundesrepublik in diesem Rahmen deutlich mehr Truppen stellte. Operativ war vorgesehen, die Ostseeausgänge zu verminen und innerhalb des Randmeers nur mit U-Booten zu operieren. Zu Lande wäre Bornholm wohl aufgegeben worden, um die Landung auf Seeland abzuweisen. Dennoch dort etablierte Brückenköpfe wären unter Umständen im Rahmen der massiven Vergeltung mit taktischen Atomwaffen bekämpft worden. Im Süden hätten die dänischen Truppen zunächst an der innerdeutschen Grenze gekämpft, um dann zusammen mit der Bundeswehr kämpfend hinter den Nord-Ostseekanal und weiter nach Norden auszuweichen. Dabei sollten die umfangreichen Fluss- und Seenlandschaften der Region zum Vorteil der Verteidiger genutzt werden. Der dadurch erkämpfte Zeitgewinn hätte sowohl die Heranführung von Reserven auf dem Luft- und Seeweg gegen den Hauptstoß der Warschauer Vertragsorganisation in Norddeutschland als auch zur Verteidigung Dänemarks ermöglichen sollen. Im weiteren Verlauf der Kämpfe hätten (Stand: 1980er Jahre) zur Verteidigung Dänemarks binnen einer Woche eine Heeresbrigade und vier Jagdflugzeugstaffeln der britischen Streitkräfte aus den Allied Command Europe Mobile Forces und binnen drei bis vier Wochen eine weitere leichte britische Infanteriebrigade sowie fünf US-amerikanische und zwei weitere britische Flugzeugstaffeln zur Verfügung gestanden. Des Weiteren waren rund 30.000 US-Marineinfanteriesten mit 110 mittelschweren Panzern, 100 Hubschrauber und eine weitere britische Jagdflugzeugstaffel optional für den Einsatz in Norwegen oder Dänemark eingeplant. Zentraler Anlandungspunkt für die NATO wäre der Hafen Esbjerg gewesen.
Die dänischen Streitkräfte des Kalten Krieges waren vergleichsweise klein, wiesen aber wegen der geringen Größe und der dichten Besiedlung des Landes die Fähigkeit zur sehr schnellen Mobilisierung auf. So hätte in den 1960er Jahren innerhalb von 24 Stunden die Generalmobilmachung durchgeführt werden können. Mit Stand 1986 hätten innerhalb eines Tages 61.620 Reservisten einberufen werden können. Allerdings besaß Dänemark zu diesem Zeitpunkt keine vollaktiven Einheiten mehr. Eine Einsatzfähigkeit wäre in allen Verbänden erst nach der Eingliederung der Reservisten gegeben gewesen. Innerhalb von zehn Tagen wären weitere 9210 Reservisten ausgehoben worden. Zudem hätten die Truppen in Seeland praktisch sofort ihre Stellung beziehen können. Die jütländischen Truppen hätten zunächst rund 450 km weit an die innerdeutsche Grenze verlegt werden müssen. Ob dies im Fall bereits operierender Verbände der Warschauer Vertragsstaaten umsetzbar gewesen wäre, scheint fraglich.
In politischer Hinsicht stand Dänemark während des Kalten Krieges innerhalb der NATO und auch innerhalb eigener militärischer und militärpolitischer Kreise wiederholt in der Kritik. So verweigerten alle Regierungen die feste Stationierung von Truppen anderer Natostaaten auf dem Staatsterritorium, abgesehen von Grönland. Ein weiterer Kritikpunkt war wiederholt der als zu niedrig angesehene dänische Verteidigungsetat.
Zugleich wurden erhebliche Bunkeranlagen errichtet. So bestand unter der Bezeichnung Regan jeweils auf Jütland und Seeland ein Atombunker für die Regierung, das Königshaus und hohe Beamte. Die Seeforts Stevnsfort und Langelandsfort sollten potenzielle Punkte einer amphibischen Landung sowie die geplanten Seeminenfelder überwachen. Bei ihrer Errichtung 1952/53 liefen sie der NATO-Strategie zuwider, die eine Verteidigung Dänemarks nicht vorsah. Auf Jütland existierten zudem zahlreiche Depots mit eingelagertem Material der Bundeswehr, der britischen und der US-Streitkräfte. Die Lagerung von Atomwaffen lehnten alle dänischen Regierungen aber ab, auch wenn die dänischen Streitkräfte mit MGR-1 Honest John und Nike über atomwaffenfähige Trägersysteme verfügten. In den 1960er Jahren erfolgte der Anschluss an das NATO-Pipelinenetz NEPS.
Im Bevölkerungsschutz setzte Dänemark vor allem auf die provisorische Nutzung von Tiefgaragen und ähnlichen Anlagen. Tatsächliche Schutzräume existierten lediglich für 115.000 Menschen. Zudem wurden strategische Öl- und Kohlereserven aufgebaut. Nahrungsmittel wurden nicht bevorratet. Gerechnet wurde zudem mit Flüchtlingsströmen aus Norddeutschlands, die in Ferienhäusern auf Jütland untergebracht werden sollten.

### Nach dem Kalten Krieg
1999 wurde Baltap außer Dienst gestellt und ging in das Multinationale Korps Nord-Ost auf.
In den 1990er-Jahren nahm Dänemark in einem für ein Land und eine Armee dieser Größe beträchtlichen Umfang an exterritorialen Einsätzen im Auftrag von UN, OSZE und NATO teil. Diese Einsätze basierten auf Struktur und Ausrüstung des Kalten Krieges. Von 2004 an folgte eine tiefgreifende Umstrukturierung, um das Einsatzszenario der Krisenbewältigung und den exterritorialen Einsatz von schnellen Eingreiftruppen besser ausfüllen zu können.
Unter einem ISAF-Mandat war seit 2002 die dänische Armee in Afghanistan mit bis zu 750 Soldaten engagiert. 2003 nahm die dänische Armee als Bestandteil der so genannten Koalition der Willigen am Irakkrieg teil. Das Engagement begann dabei im April 2003 und umfasste maximal 545 Angehörige der Armee. Bis Dezember 2007 wurden die letzten Einheiten abgezogen. Das unter dem Namen Dancon/Irak (Danish Contingent) bekannte Kontingent war in Al Qurnah und bei Basra stationiert und mit der Ausbildung irakischer Sicherheitskräfte sowie der Sicherung des Flughafens Basra beauftragt. Während des Einsatzes kamen sieben dänische Soldaten ums Leben, davon drei durch Sprengfallen, zwei bei Gefechten und je einer durch Friendly Fire und bei einem Autounfall.
Trotz der Umstrukturierung sank das dänische Militärbudget, gemessen am Anteil am Staatshaushalt, von 1988 bis 2015 nahezu durchgängig von 3,6 % auf 2 %. Eine strategische Wende folgte auf den Russisch-Ukrainischen Krieg, in dessen Folge Russland wieder als Bedrohung eingeschätzt wurde. Seitdem stiegen die Militärausgaben wieder auf 2,6 % des Haushalts.

## Aktuelle Einheiten und Einrichtungen
In Dänemark besteht zwar Wehrpflicht (die nicht für die Färöer gilt), die Zahl der Freiwilligen ist aber seit 2010 so hoch, dass diese de facto nicht angewendet wird.
Zu Repräsentationszwecken unterhält das dänische Heer – wie in England auch – zwei Gardeeinheiten, die Den Kongelige Livgarde (zu Fuß) und das Gardehusarregimentet (zu Pferd). Diese sind normale Kampfverbände und mit Gefechtsgerät wie Kampfpanzern ausgerüstet.
Für triphibische Kommandoeinsätze unterhält die dänische Marine das Frømandskorpset, eine Kampfschwimmereinheit.
Die territoriale Sicherung des dänischen Staatsgebietes obliegt der Dänischen Heimwehr Hjemmeværnet. Dieser untersteht die Fernspähkompanie Hjemmeværnets Særlig Støtte og Rekognosceringskompagni (deutsch: Heimwehr-Spezialunterstützungs- und Aufklärungskompanie).
Zur Verteidigung der Färöerinseln und Grönlands dient das 2012 gebildete Arktisk Kommando (Arktisches Kommando).
Zur Verteidigung Grönlands wurden 60 Soldaten des Grönland-Kommandos der dänischen Streitkräfte in Kangilinnguit (dänisch Grønnedal) stationiert. In Daneborg unterhält das dänische Militär mit der Sirius-Patrouille eine Hundeschlitten-Patrouille.
Nach dem Abzug der US-amerikanischen Iceland Defense Force aus Island 2006 zeichnet sich ein stärkeres Engagement der dänischen Marine bei der Aufrechterhaltung der Verteidigungsfähigkeit Islands ab.

## Personal und Ausrüstung

### Personalstärke
- Berufssoldaten und Soldaten auf Zeit 2016:[20]
  - Offiziere im Dienstgrad von Oberstleutnant/Fregattenkapitän bis General/Admiral 344
  - Offiziere im Dienstgrad von Leutnant bis Major/Korvettenkapitän 3.041
  - Unteroffiziere 4.194
  - Mannschaften 7.391
- Beamte und Zivilbeschäftigte 2016: 4.885[20]
- 2011: 25.109 (Heer 10.146, Luftstreitkräfte 3.476, Marine 3.204, andere 8.283)[21]

Zum Vergleich:
- 2002: 21.300 (Heer 12.800, Luftstreitkräfte 4.500, Marine 4.000)[22]
- 1984: 31.400 (Heer 18.100, Luftstreitkräfte 7.400, Marine 5.900)[23]
- 1966: 49.000 (Heer 32.000, Luftstreitkräfte 10.000, Marine 7.000)[24]

### Ausrüstung des Heeres

#### Gepanzerte Fahrzeuge
- Kampfpanzer
  - 44 Leopard 2A7M DK
- Schützen- und Transportpanzer
  - 44 CV 9035DK
  - 91 Piranha IIIC
  - 309 Piranha V
  - 50 M113A2
- Pionierpanzer

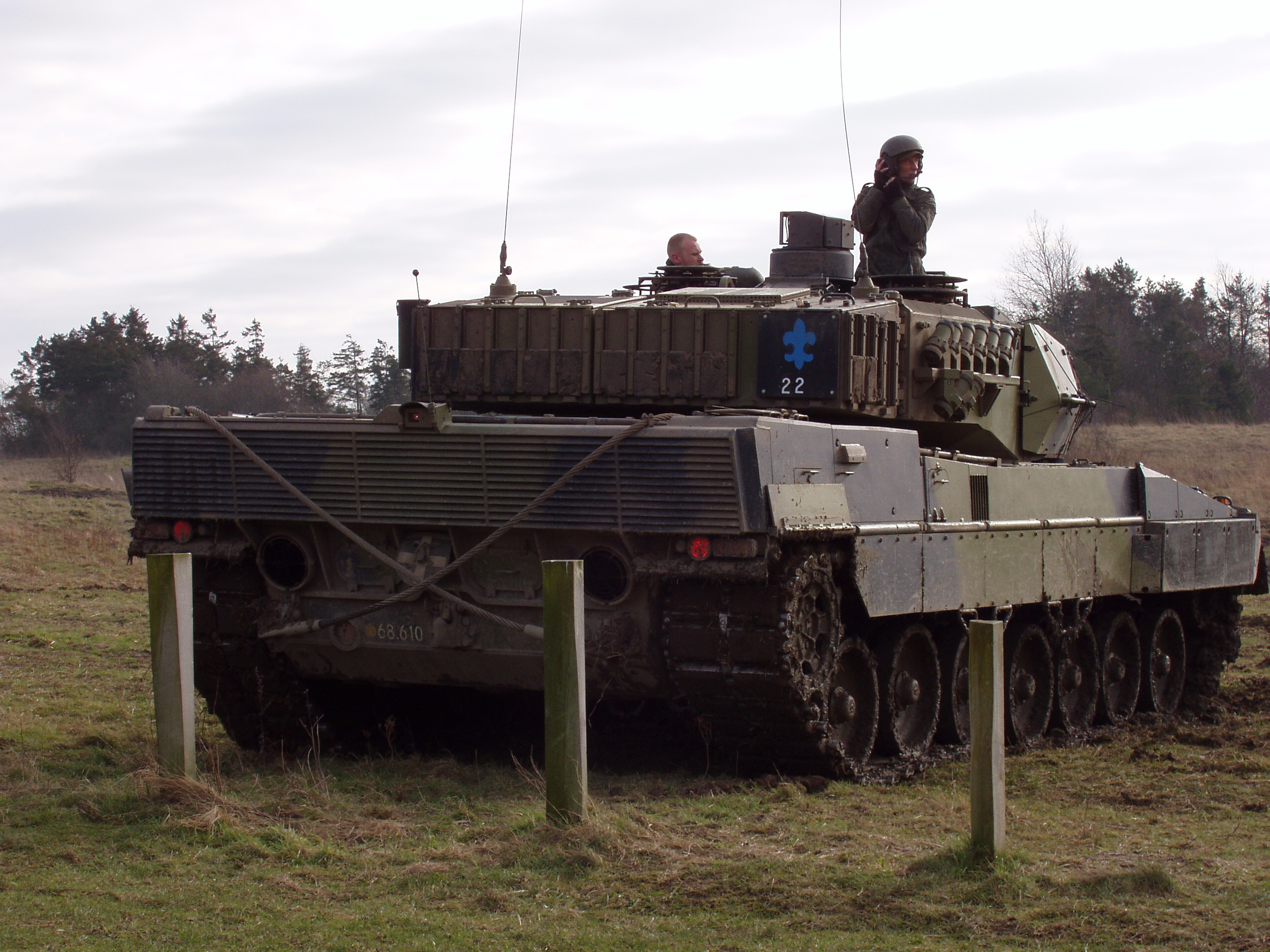
Dänischer Leopard 2 A5DK

  - 10 Brückenleger Biber mit 20 Panzerschnellbrücken[25] Dänischer Piranha V mit 120mm Cardom Mörser
- Bergepanzer
  - 19 Bergepanzer 2
  - 5 Bergepanzer Wisent (kampfwertgesteigerte Bergepanzer 2, um den Anforderungen des Leopard 2 zu entsprechen)

#### Artillerie
- 19 CAESAR auf Fahrgestell 8x8 (Alle Systeme werden an die Ukraine geliefert.)
- 19 ATMOS Radhaubitzen[26]
- 8 PULS Raketenwerfer
- 15 Cardom M10 120mm Mörsersystem auf Piranha V.

### Ausrüstung der Luftstreitkräfte

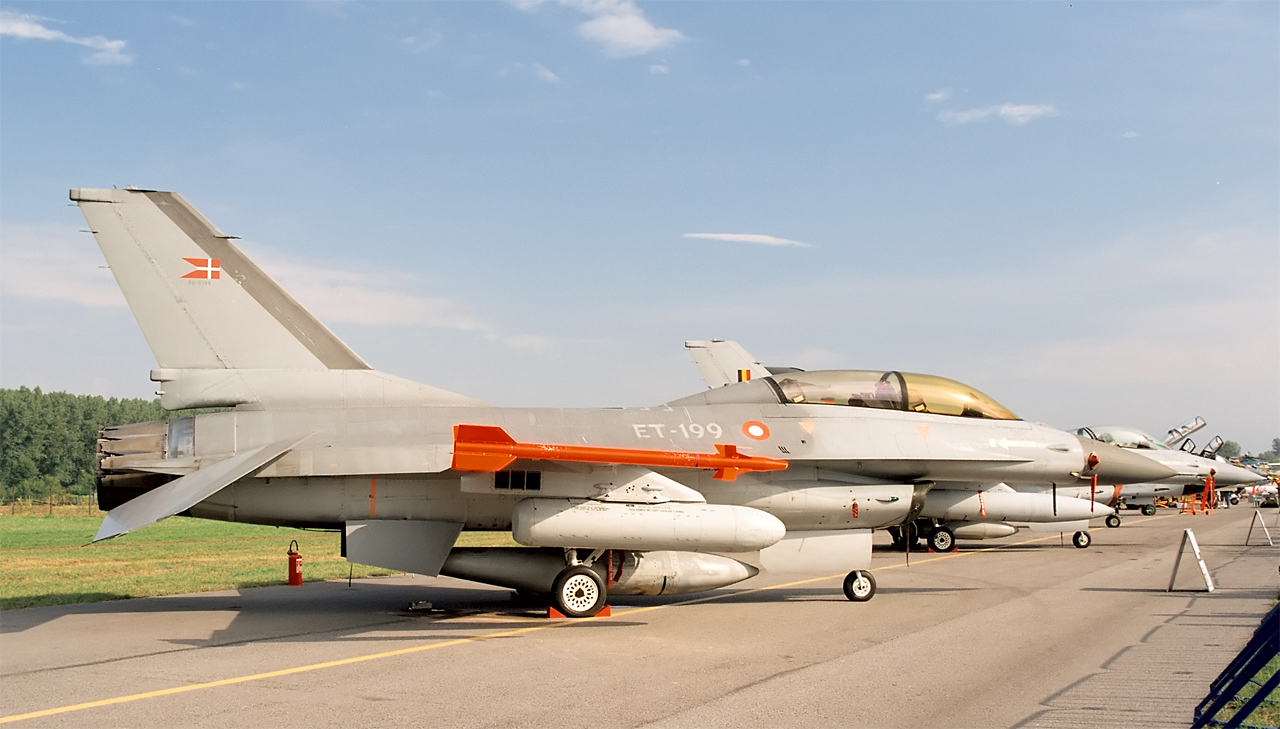
Kampfflugzeug vom Typ F-16 der dänischen Luftwaffe (2005)

#### Flugzeuge
- Kampfflugzeuge
  - F-16
  - F-35A Lightning II
- Transportflugzeuge
  - Challenger 604
  - Lockheed C-130 Hercules
- Trainingsflugzeuge
  - Saab T-17 Supporter

#### Hubschrauber
- Eurocopter AS 550 Fennec, leichter Verbindungshubschrauber
- AgustaWestland AW101 Serie 512 Merlin (8 für SAR- und 6 für Transportaufgaben im Zulauf)
- 9 Sikorsky MH-60R Seahawk

### Ausrüstung der Marine

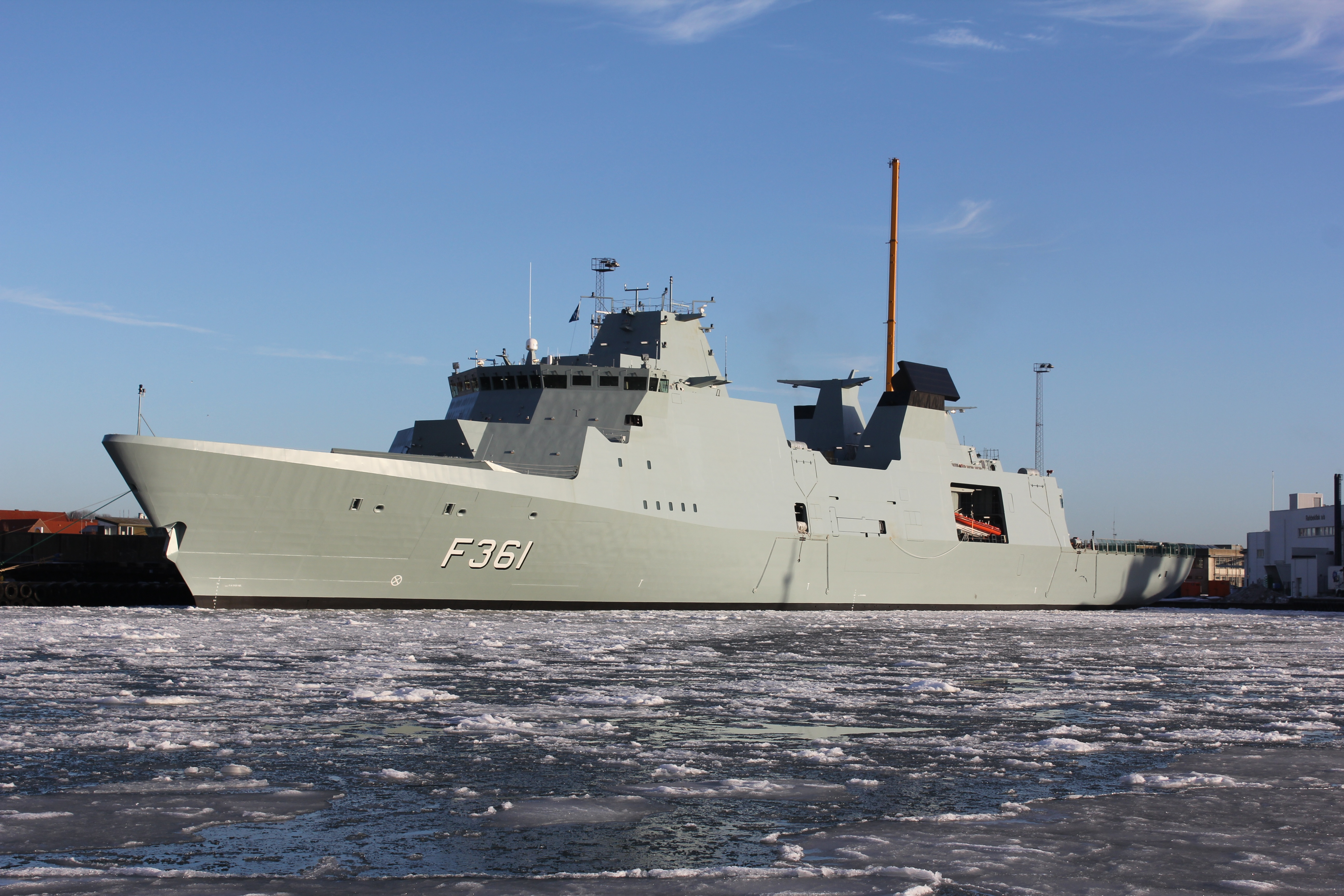
Die HDMS Iver Huitfeldt der Iver-Huitfeldt-Klasse

Die Marine ist einem Erneuerungsprozess unterworfen. 2004 wurden alle fünf übriggebliebenen U-Boote ersatzlos gestrichen, dafür aber neue Überwassereinheiten gebaut.
- 3 Flugabwehr-Fregatten der Iver-Huitfeldt-Klasse, lösten die Korvetten der Niels-Juel-Klasse ab
  - F361 Iver Huitfeldt; F362 Peter Willemoes; F363 Niels Juel
- 2 Fregatten Absalon-Klasse
  - F341 Absalon; F342 Esbern Snarre;
- 4 Inspektionsschiffe (englisch: Ocean Patrol Vessel) der Thetis-Klasse
  - F357 Thetis; F358 Triton; F359 Vædderen; F360 Hvidbjørnen
- 2 Inspektionsschiffe (englisch: Ocean Patrol Vessel) der Knud-Rasmussen-Klasse
- 1 Patrouillenkutter der Agdlek-Klasse
- 6 Patrouillenboote der Diana-Klasse
- 6 Mehrzweckboote der Holm-Klasse

Außerdem gehören die königliche Yacht Dannebrog (A 540), die drei dänischen Eisbrecher A551 Danbjørn, A552 Isbjørn, A553 Thorbjørn sowie die dänischen Umweltschutz- und Seenotrettungsschiffe bzw. -boote und eine Reihe weiterer Unterstützungsschiffe bzw. -boote zur Marine.